# Guggenheimov muzej u New Yorku
Muzej Solomona R. Guggenheima, do 1952. godine poznat samo kao Guggenheim, je muzej moderne umjetnosti na Petoj aveniji u New Yorku (SAD), s pogledom na Central Park. Zakladu Solomona R. Guggenheima i muzej apstraktne umjetnosti utemeljio je 1939. god. američki industrijalac i sakupljač umjetnina Solomon R. Guggenheim (Philadelphia, 2. veljače 1861. – Port Washington, 3. rujna 1949.). 
Muzej u New Yorku je bio prvi od mnogih „Guggenheim muzeja” (engleski: Guggenheim Museum) koje je ova obitelj osnovala širom svijeta. Ostali su: Zbirka Peggy Guggenheim u Veneciji (Italija), Njemački Guggenheim u Berlinu, Muzej Guggenheim u Bilbau (Španjolska), Muzej Guggenheim u Las Vegasu (SAD) i dr.

## Arhitektura i povijest
Organički funkcionalistički „hram nefigurativne umjetnosti”, armiranobetonsku cilindričnu spiralnu građevinu u New Yorku, projektirao je 1943. godine Frank Lloyd Wright. U toj jednoj od posljednjih u njegovoj seriji organičkih konstrukcija, Wright je spojio složeno prirodno obličje Grand Canyona s urođeničkom arhitekturom Navajo indijanaca, te je prema njegovim riječima zamišljen kao „hram duha”. Organizaciju zavojite rampe slijedi spiralno kretanje prema gore. Posjetitelje do vrha odvozi dizalo, a zatim se pješice spuštaju zavojitom rampom i ujedno promatraju slike. Simbol kontinuiteta moderne umjetnosti je motiv spirale kao
neprekinutog vala. Poput lijevka, blago nagnuta rampa (ujedno fasada zgrade) vodi posjetitelje muzeja u smjeru prema dolje, blago se sužavajući, uz prizivanje ikonografije (naopakog) babilonskog zigurata. Zidovi spiralne rampe u unutrašnjosti kružne građevine čine izložbeni prostor, a ne zatvoreni interijeri kao u drugim muzejima. Spirala i rampa efektni su, ali ne i osobito funkcionalni elementi, jer ne pridonose osnovnoj namjeni zgrade, a to je postav izložbi. Naime, još dok se gradila građevina Wright je morao riješiti problem kako objesiti slike na konkavno zakrivljen zid, što je riješeno nezgodnim dodatcima iza slika. Na vrhu betonskog spiralnog tornja je dvanaesterokutna staklena kupola s koncentričnim krugovima. 
Zgrada je naposljetku bila njegovo posljednje F. L. Wrighta jer je arhitekt preminuo šest mjeseci prije njezina otvorenja 21. rujna 1959. god., punih deset godina nakon smrti Solomona R. Guggenheima.
Zgrada je doživjela značajnu obnovu i proširenje od 1992. – 93. (kada je izgrađen pripajajući toranj), te od 2005. – 08. god.
U muzeju se održavaju gostujuće izložbe i performansi od 1984. god., a zgrada je postala kulturna ikona grada koja se može vidjeti u mnogim časopisima, knjigama, stripovima, serijama i filmovima.

## Zbirka
Muzej u New Yorku ima zbirku više od 2.500 djela suvremenih slikara i kipara, uključujući najveću zbirku djela Vasilija Kandinskog. Ostali znameniti umjetnici zastupljeni u kolekciji muzeja su:
| - Alexander Archipenko - Jean Arp - Rudolf Bauer - Constantin Brâncuşi - Alexander Calder - Paul Cézanne - Marc Chagall - Robert Delaunay - Marcel Duchamp | - Paul Gauguin - Alberto Giacometti - Vincent van Gogh - Juan Gris - David Hayes - Paul Klee - Willem de Kooning - Fernand Léger - El Lissitzky | - Edouard Manet - Amedeo Modigliani - Piet Mondrian - Pablo Picasso - Camille Pissarro - Jackson Pollock - Kurt Schwitters - David Smith |

### Kronološka galerija odabranih radova
- Edouard Manet, Ispred zrcala, 1876.
- Georges Seurat, Seljanka u travi, oko 1882.-1883.
- Vincent van Gogh, Brdo u Saint-Rémyju, 1889.
- Henri Rousseau, Nogometaši, 1908.
- Franz Marc, Žuta krava, 1911.
- Ernst Ludwig Kirchner, Vojna kupelj, 1915.
- Amedeo Modigliani, Akt, 1918.
- Theo van Doesburg, Kompozicija XI., 1918.
- Paul Klee, Crveni balon, 1922.
- Vasilij Kandinski, Nekoliko krugova, 1926.

## Vanjske poveznice
- Službene stranice muzeja
- Gwathmey Siegel, Solomon R. Guggenheim Muzejska rekonstrukcija i dodaci
- Pregled arhitekture